# Księgarnia internetowa
Księgarnia internetowa – rodzaj sklepu internetowego, w którym można nabyć książki, e-booki i czasopisma. Stanowi wygodną formę zakupu książek, dynamicznie zastępującą tradycyjny rynek księgarski.
Wraz z rozwojem Internetu wzrosło zaufanie społeczeństwa wobec zakupów internetowych, ponieważ forma ta jest wygodna i przy obecnej technologii (np. płatność kartą) również bezpieczna. 
Elektroniczne wyszukiwarki zbiorów księgarskich znacznie skracają proces wyszukiwania interesującej pozycji. Ograniczenie kosztów i większa dostępność skutkuje możliwością zaoferowania szerszej oferty wydawniczej oraz sprzedaż krótszych serii.